# Charlie Gonzalez
Charles Augustine Gonzalez, detto Charlie (San Antonio, 5 maggio 1945), è un politico statunitense, membro della Camera dei Rappresentanti per lo stato del Texas dal 1999 al 2013.

## Biografia
Nato a San Antonio, figlio del politico di origini messicane Henry B. Gonzalez, Charlie seguì le orme paterne laureandosi in giurisprudenza ed entrando in politica con il Partito Democratico. Tra il 1969 e il 1975 prestò servizio come technical sergeant nell'Air National Guard.
Nel 1998, quando suo padre annunciò la propria intenzione di lasciare la Camera dei Rappresentanti, Gonzalez si candidò per il seggio e fu eletto. Negli anni successivi venne riconfermato per altri sei mandati. Nel 2012 rifiutò di candidarsi ulteriormente e lasciò il Congresso dopo quattordici anni di permanenza. In totale, lui e suo padre rappresentarono il Texas alla Camera per cinquantadue anni consecutivi.